# بادکنک‌ماهیان
بادکُنَک‌ماهیان که بادکنک‌ماهیان چهاردندانی و فوگل‌ماهیان و ماهی پُفی (Tetraodontidae) نیز نامیده می‌شوند یکی از خانواده‌های ماهیان هستند.
بادکنک‌ماهیان به گونه‌ای تکامل یافته‌اند که می‌توانند به هر دو سو و حتی به عقب شنا کنند. آن‌ها در هنگام خواب یا ترس و رویارویی با خطر بدن خود را با بلعیدن آب تا چند برابر متورم می‌کنند
واگر خارج از آب باشند با بلعیدن هوا.
این ماهیان در آب‌های جنوبی ایران نیز زندگی می‌کنند که از رایج‌ترین گونه در ایران، گونه بادکنک‌ماهی خال‌شیری (Chelonodon patoca) است.
بادکنک‌ماهیان از لحاظ آکواریومی و زینتی و بعضاً خوراکی در خاور دور دارای ارزش خوبی می‌باشند.
بادکنک ماهیان از لحاظ ژنتیکی بسیار دارای ژن‌های کمتری می‌باشند. (حدود یک چهارم انسان) علت این موضوع حذف اینترون می‌باشد. به گونه‌ای که تا حد امکان ماده ژنتیکی خود را کاهش داده تا جایی که اختلالی در عملکرد ارگانیسم ایجاد نشود. در این حالت مقدار حذف ماده ژنتیکی بیشتر از افزودن آن است که از لحاظ ژنتیکی حائز اهمیت می‌باشد.

## سرده‌ها
- بادکنک‌ماهی‌های آب گرم مولر، ۱۸۴۱
- Amblyrhynchotes تروشل، ۱۸۵۶
- Auriglobus کتلات، ۱۹۹۹
- Canthigaster سوینسون، ۱۸۳۹
- Carinotetraodon بنل، ۱۹۵۷
- Chelonodon مولر، ۱۸۴۱
- Chonerhinos بلیکر، ۱۸۵۴
- Colomesus گیل، ۱۸۸۴
- Contusus ویتلی، ۱۹۴۷
- Dichotomyctere دومریل، ۱۸۵۵
- Ephippion بیبرون، ۱۸۵۵
- Feroxodon سو، هاردی و تایلر، ۱۹۸۶
- Guentheridia گیلبرت و استارکس، ۱۹۰۴
- Javichthys هاردی، ۱۹۸۵
- Lagocephalus سوینسون، ۱۸۳۹
- Leiodon سوینسون، ۱۸۳۹
- Marilyna هاردی، ۱۹۸۲
- Omegaphora ویتلی، ۱۹۳۴
- Pao کتلات، ۲۰۱۳
- Pelagocephalus هیمسترا و اسمیت، ۱۹۷۹
- Polyspina هاردی، ۱۹۸۳
- Reicheltia هاردی، ۱۹۸۲
- Sphoeroides ناشناس لاسه‌پد، ۱۷۹۸
- Takifugu آبه، ۱۹۴۹
- Tetractenos هاردی، ۱۹۸۳
- Tetraodon لینه، ۱۷۵۸
- Torquigener ویتلی، ۱۹۳۰
- Tylerius هاردی، ۱۹۸۴

## گونه‌های موجود در ایران
- بادکنک‌ماهی خالدار Stellatus Arothrn
- بادکنک‌ماهی خاکستری Immaculatus.A
- بادکنک‌ماهی گورخری reticularis.. A
- بادکنک‌ماهی خال‌شیری Patoca chelonodon
- فوگل‌ماهی لکه‌دار Guentheri Lagocephalus
- فوگل‌ماهی صاف Inermis.L
- فوگل‌ماهی زیتونی lunaris. L
- فوگل‌ماهی دراز Sceleratus.L
- بادکنک‌ماهی کوتوله خال‌زرد Flavimaculosus Torquigener
- پوفی‌ماهی خالدار قرمز Solandri Canthigaster.

## مصرف غذایی

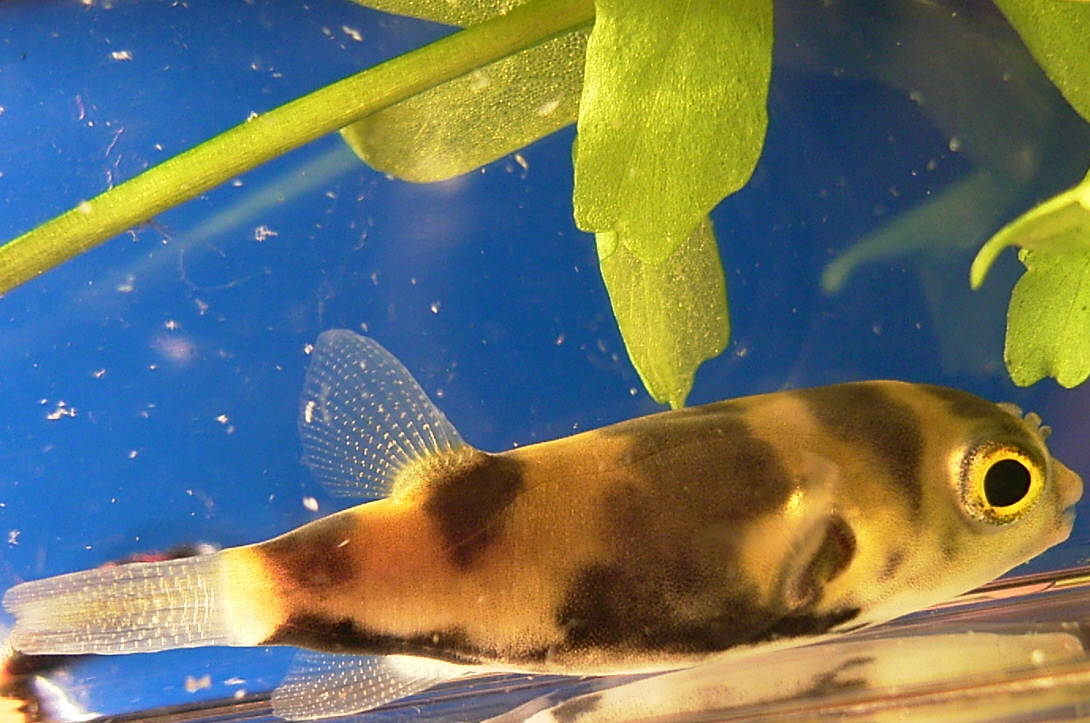
عکس گرفته شده از نوعی بادکنک ماهی در تاریخ ۲۰۰۴/۱۰/۲۸

روده، تخمدان و کبد این گونه از ماهی‌ها حاوی سم تترو دوتوکسین است که ۱۲۰۰ برابر کشنده‌تر از سم سیانور است. سم موجود در یک بادکنک‌ماهی می‌تواند جان ۳۰ نفر را بگیرد. این ماهی در ژاپن به عنوان غذایی تجملی مصرف می‌شود. برای طبخ این ماهی باید دوره‌های آموزشی طولانی‌مدتی را گذراند. این ماهی‌ها نخست توسط آشپزهای ماهر، سم‌زدایی شده و سپس به فروش می‌رسند.

## نگارخانه

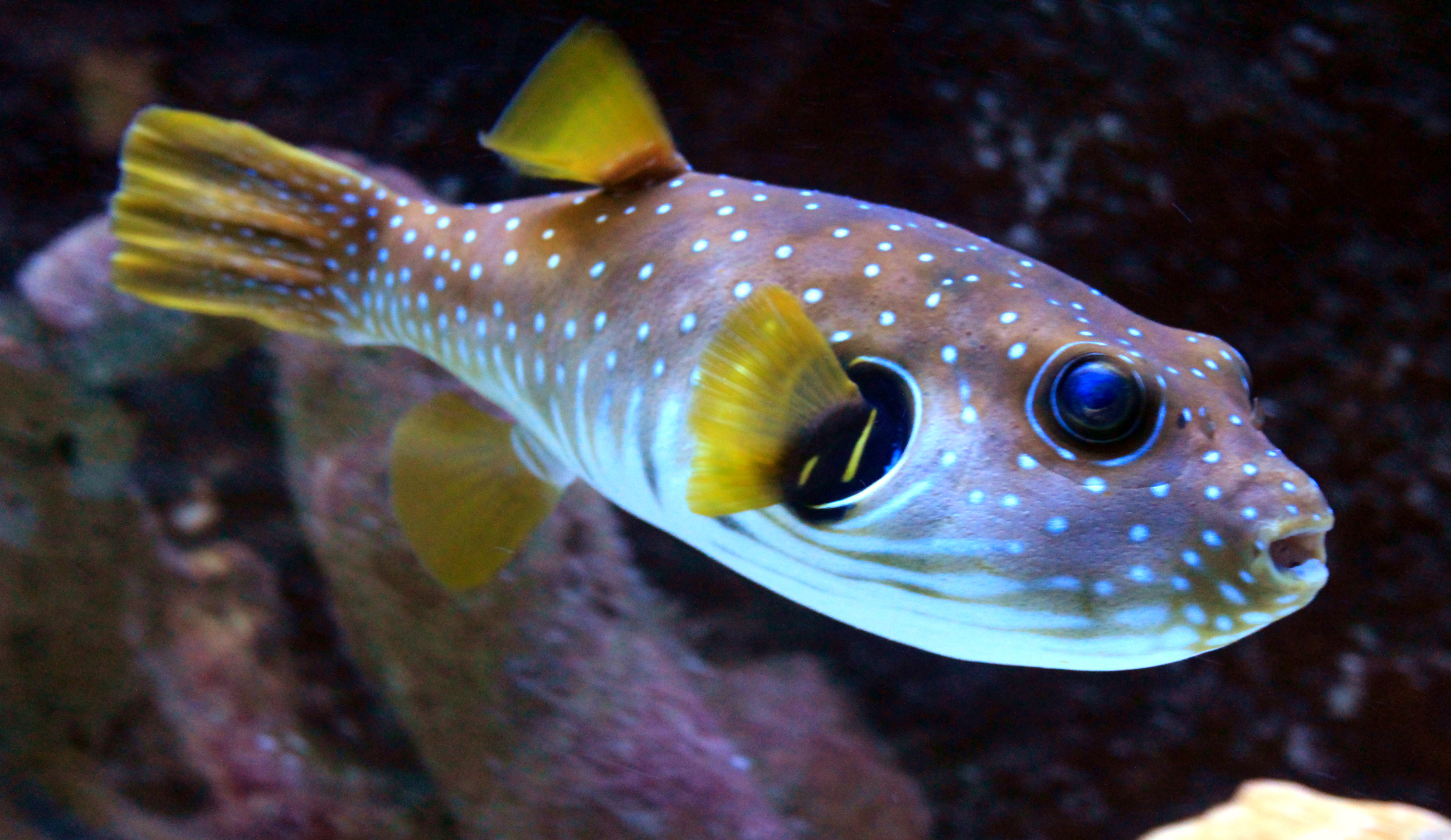
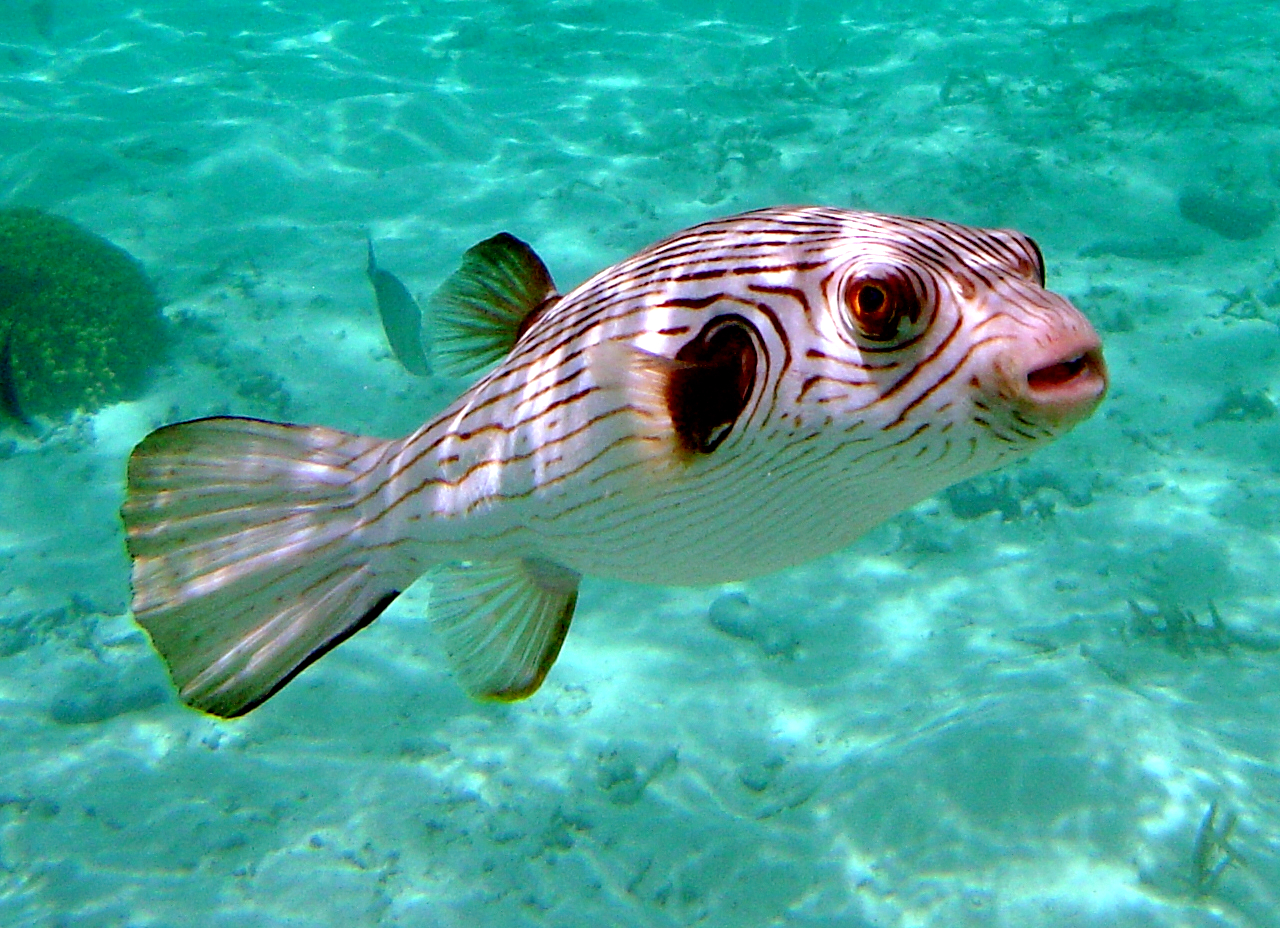
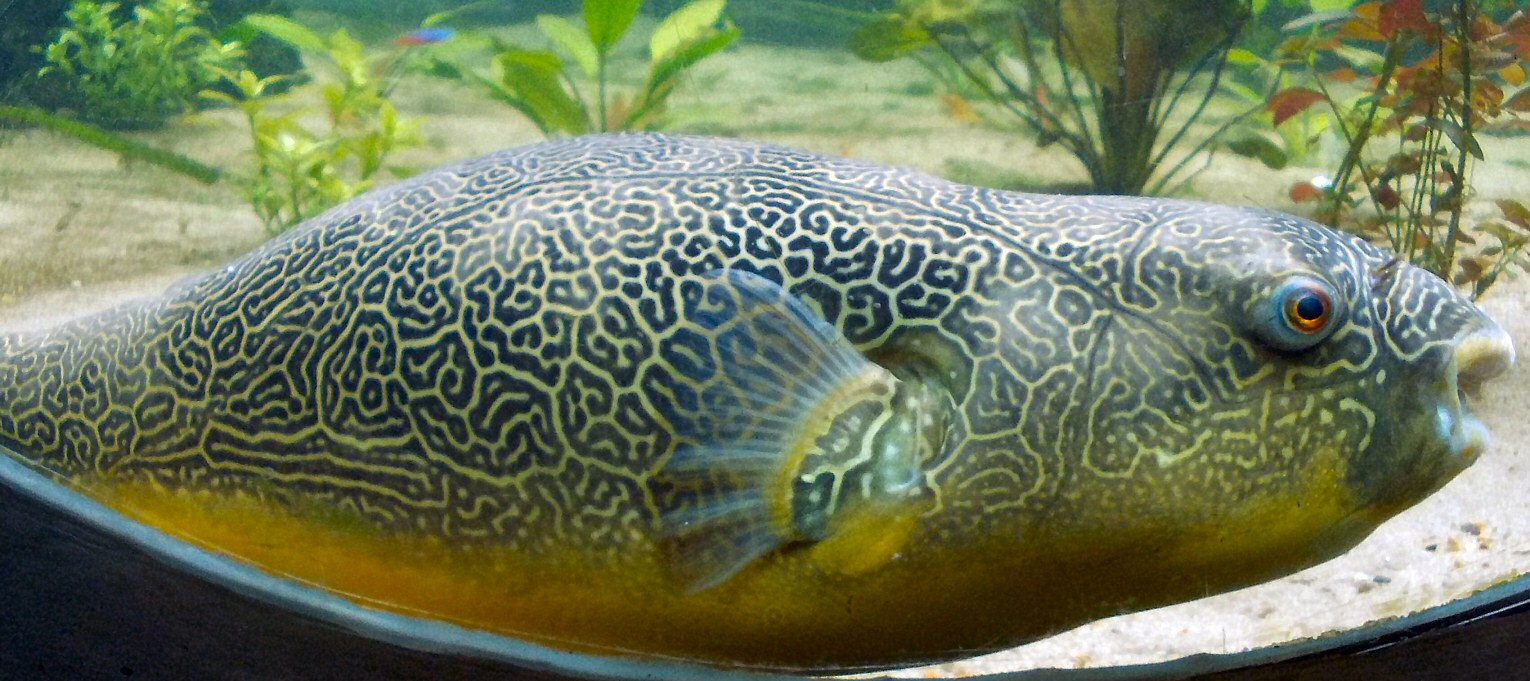

## منابع

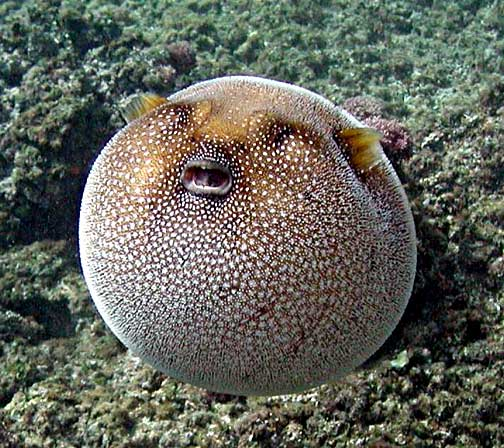
بادکنک‌ماهی شاخدارمرغ به حالت پف‌کرده، در پارک ملی ساموآی آمریکا.